# Le Traité des saisons
Le Traité des saisons est un roman argentin d'Hector Bianciotti publié en français le 4 octobre 1977 aux éditions Gallimard. Ce roman a reçu la même année le prix Médicis étranger.

## Éditions
- Le Traité des saisons, éditions Gallimard, 1977  (ISBN 978-2070298327).